# J.League Tactics Soccer
J.League Tactics Soccer (Jリーグ　タクティクス・サッカー) est un jeu vidéo de football sorti en 1999 sur Nintendo 64 uniquement au Japon. Le jeu a été développé et édité par ASCII Entertainment.